# عظمية البطن
عظمية البطن (الاسم العلمي: Gasterosteidae) هي فصيلة من الأسماك تتبع رتبة عظميات البطن من طائفة أسماك عظمية. الأسم مشتق من الأسم العلمي للجنس النموذجي أبو شوكة (الاسم العلمي: Gasterosteus) وهو مؤلف من كلمتين إغريقيتين هما gaster وتعني بطن (بالإنكليزية:stomach) وosteon وتعني عظم (بالإنكليزية:bone). 	

## أجناس
- أبو شوكة